# Flandes Oriental
|  | Aquest article tracta sobre una província de Bèlgica. Vegeu-ne altres significats a «Flandes (desambiguació)». |

Flandes Oriental (en neerlandès Oost Vlaanderen) és una província de Bèlgica que forma part de la Regió de Flandes.

## Municipisde Flandes Oriental
1. Aalst

2. Aalter

3. Assenede

4. Berlare

5. Beveren

6. Brakel

7. Buggenhout

8. De Pinte

9. Deinze

10. Denderleeuw

11. Dendermonde

12. Destelbergen

13. Eeklo

14. Erpe-Mere

15. Evergem

16. Gavere

17. Gant

18. Geraardsbergen

19. Haaltert

20. Hamme

21. Herzele

22. Horebeke

23. Kaprijke

24. Kluisbergen

25. Knesselare

26. Kruibeke

27. Kruishoutem

28. Laarne

29. Lebbeke

30. Lede

31. Lierde

32. Lochristi

33. Lokeren

34. Lovendegem

35. Maarkedal

36. Maldegem

37. Melle

38. Merelbeke

39. Moerbeke

40. Nazareth

41. Nevele

42. Ninove

43. Oosterzele

44. Oudenaarde

45. Ronse

46. Sint-Gillis-Waas

47. Sint-Laureins

48. Sint-Lievens-Houtem

49. Sint-Martens-Latem

50. Sint-Niklaas

51. Stekene

52. Temse

53. Waarschoot

54. Waasmunster

55. Wachtebeke

56. Wetteren

57. Wichelen

58. Wortegem-Petegem

59. Zele

60. Zelzate

61. Zingem

62. Zomergem

63. Zottegem

64. Zulte

## Governadors
Des del 1830 els governadors de la província han estat:
- Pierre De Ryckere (1830),
- Werner de Lamberts-Cortenbach (1830-1834),
- Charles Vilain XIIII (1834-1836),
- Louis de Schiervel (1837-1843),
- Leander Desmaisières (1843-1848),
- Edouard De Jaegher (lib.) (1848-1871),
- Emile de T'Serclaes De Wommersom (1871-1879),
- Léon Verhaeghe de Naeyer (lib.) (1879-1885),
- Raymond de Kerchove d'Exaerde (1885-1919),
- Maurice Lippens (lib.) (1919-1921),
- André de Kerchove de Denterghem (lib.) (1921-1929),
- Karel Weyler (lib.) (1929-1935),
- Jules Ingenbleek (lib.) (1935-1938),
- Louis Frederiq (lib) (1938-1939),
- Maurice Van den Boogaerde (1939-1954),
- Albert Mariën (lib.) (1954-1963),
- Roger de Kinder (BSP)(1963-1984),
- Herman Balthazar (sp.a (1984-2004),
- André Denys (VLD) (2004-2012),
- Jan Briers (2013-)